# Alfredo V. Bonfil, Morelos
Alfredo V. Bonfil är en ort i Mexiko.   Den ligger i kommunen Tlaquiltenango och delstaten Morelos, i den sydöstra delen av landet, 90 km söder om huvudstaden Mexico City. Alfredo V. Bonfil ligger 944 meter över havet och antalet invånare är 2 068.
Terrängen runt Alfredo V. Bonfil är huvudsakligen kuperad, men åt sydväst är den platt. Runt Alfredo V. Bonfil är det tätbefolkat, med 591 invånare per kvadratkilometer. Närmaste större samhälle är Tlaquiltenango, 2,2 km söder om Alfredo V. Bonfil. Omgivningarna runt Alfredo V. Bonfil är en mosaik av jordbruksmark och naturlig växtlighet.